# Nicolaus Reusner
Nicolaus Reusner (o Nikolaus von Reusner), latinizzato come Nicolaus Reusnerus (Lwówek Śląski, 2 febbraio 1545 – Jena, 12 aprile 1602) è stato un giurista e editore tedesco del XVI secolo.

## Biografia
Nacque in una famiglia di ricchi proprietari terrieri tedeschi a Löwenberg in Slesia, che si era trasferita di recente dalla Transilvania. Diversi membri della sua famiglia divennero famosi nel campo del diritto e della medicina nel XVI secolo, tra cui i suoi fratelli Bartholomäus von Reusner (1532-1572, medicina), Elias Reusner (1555–1612, storia e medicina) e Jeremias von Reusner (legge). 
Reusner studiò a Wittenberg e Lipsia, sotto Modestinus Pistoris e Leonhard Badehorn. A Lipsia, il medico personale imperiale Georg Wirth (1524–1613) lo persuase ad abbandonare la medicina per studiare diritto. 
Partecipò alla Dieta del 1565 ad Augusta, dove pubblicò il poema Germania ad Caesarem et Electores Imperii, per il quale venne premiato dall'imperatore.
Dal 1566 Reusner lavorò come insegnante nel ginnasio di Lauingen, dove fu promosso rettore nel 1572. Nel 1571 sposò Magdalena Weihemajer (1543–1605). Nel 1583 si trasferì a Basilea, dove ricevette il titolo di dottore in giurisprudenza. Ricevette una chiamata al Tribunale della Camera imperiale (Reichskammergericht) per conto del circolo imperiale svevo, ma preferì un'offerta dell'Università di Strasburgo. Nel 1589 si trasferì a Jena. Nel 1594 fu inviato in missione diplomatica (infruttuosa) a Krakau, per presentare una richiesta di sostegno militare contro l'Impero ottomano per conto del Meclemburgo. In riconoscimento del suo servizio, l'imperatore Rodolfo II gli conferì il titolo ereditario di conte palatino (che tuttavia, non avendo figli, si estinse alla sua morte). 
Reusner è descritto come un uomo universale di grande erudizione e di carattere gentile. Scrisse un totale di 83 opere su una vasta gamma di argomenti, tra cui poesia, biografia, storia, retorica, filosofia e scienze naturali oltre al proprio campo di diritto civile e feudale.

## Opere

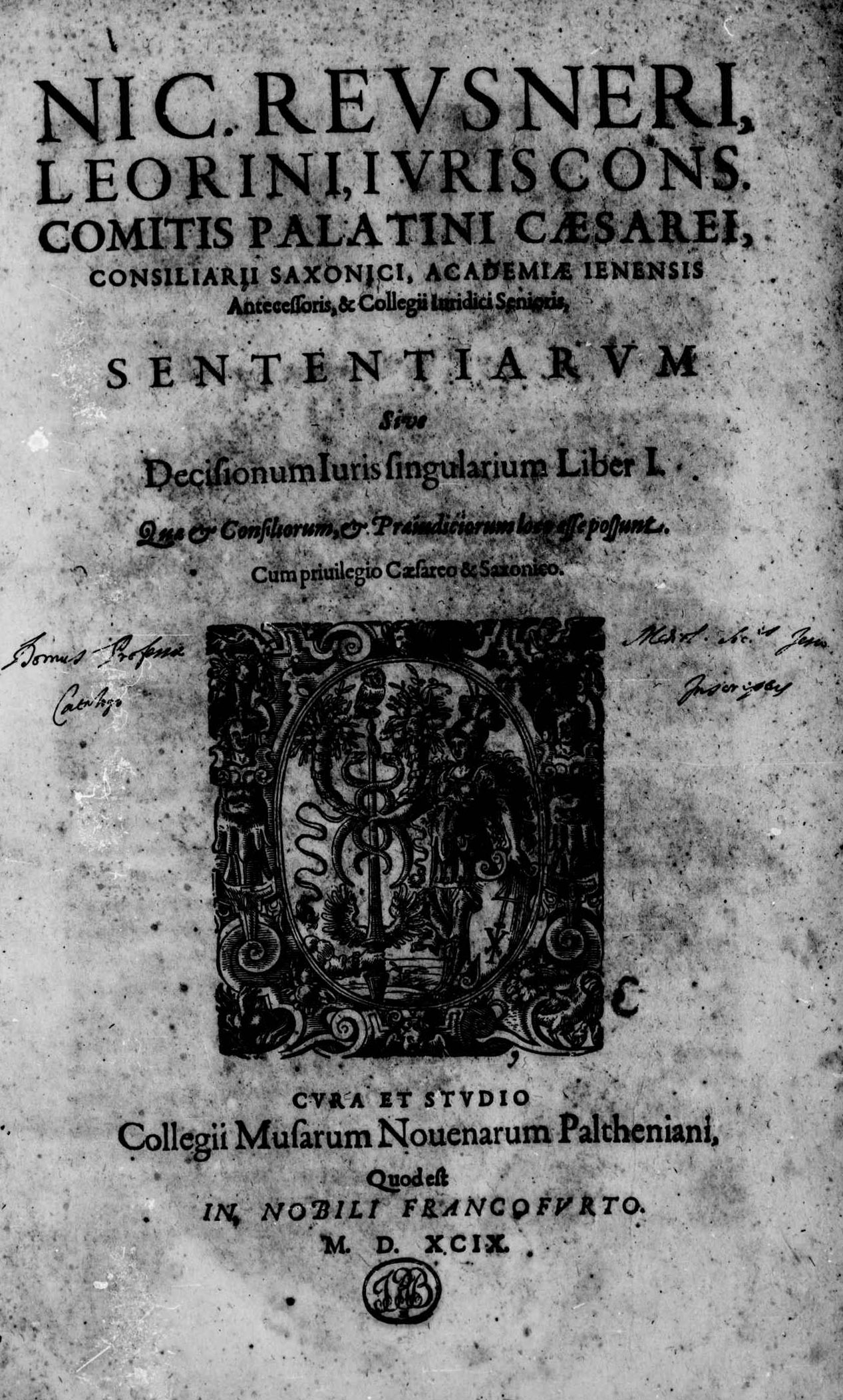
Sententiae sive decisiones iuris singulares, 1599

- Emblematum liber. 1567, con xilografie di Tobias Stimmer; ristampa 1587 ecc.,
- Elementorum artis rhetoricae, Strasburgo 1571.
- Elementorum artis dialecticae, Lauingen 1571.
- Carmina Sacra, Seu Christias, 4 libri, Lauingen 1571.
- Paradisus poeticus, Basilea 1578.
- Picta poesis Ovidiana, Francoforte sul Meno 1580.
- Oeconomia juris utriusque, Strasburgo 1584.
- Ethica philosophica et Christiana, Jena 1590.
- Selectissimarum Orationum et consultum de bello Turcico, 4 voll., Lipsia 1595; 1596.
- Orationum panegyricarum volumina duo, Jena 1595
- Icones sive Imagines Virorum Literis Illustrium, 1578; Augusta 1587; Francoforte 1719.
- Icones sive immagina vivae, literis Cl. Virorum, Italiae, Greaciae, Germaniae, Galliae, Angliae, Ungariae, Basilea 1589.
- Icones sive immagina impp. regum, principum, electorum et ducum Saxoniae, Jena 1597.
- (LA) Sententiae sive decisiones iuris singulares, vol. 1, Frankfurt am Main, Zacharias Palthenius, 1599.
  - (LA) Sententiae sive decisiones iuris singulares, vol. 2, Frankfurt am Main, Zacharias Palthenius, 1600.
  - (LA) Sententiae sive decisiones iuris singulares, vol. 3, Frankfurt am Main, Zacharias Palthenius, 1601.
  - (LA) Sententiae sive decisiones iuris singulares, vol. 4, Frankfurt am Main, Zacharias Palthenius, 1601.